# Відносне
Відно́сне (або згля́дне) — опосередковане, визначене через інше, існуюче через інше, отже — залежне, несамостійне.
В категорії «відносне» відображаються ті моменти об'єктивної дійсності й пізнання, які виступають саме такими лише у співвідношенні з ін. моментами. Будь-яка річ являє собою органічну єдність абсолютного і відносного. З різного погляду вона виступає то абсолютною, то відносною. Немає предметів, які були б з усякого погляду самостійними, уповні незалежними від ін., властивості яких не опосередковувалися б іч., так само, як немає предметів, абсолютно залежних від ін. Взаємозв'язок А. і в. у пізнанні розкриває діалектичний матеріалізм у вченні про абсолютну і відносні істини.